# Rägavere (Rakvere)
Rägavere je vesnice v estonském kraji Lääne-Virumaa, samosprávně patřící do obce Rakvere.
V okolí vesnice se 15. prosince 1918 odehrála bitva o Rägavere.

## Galerie

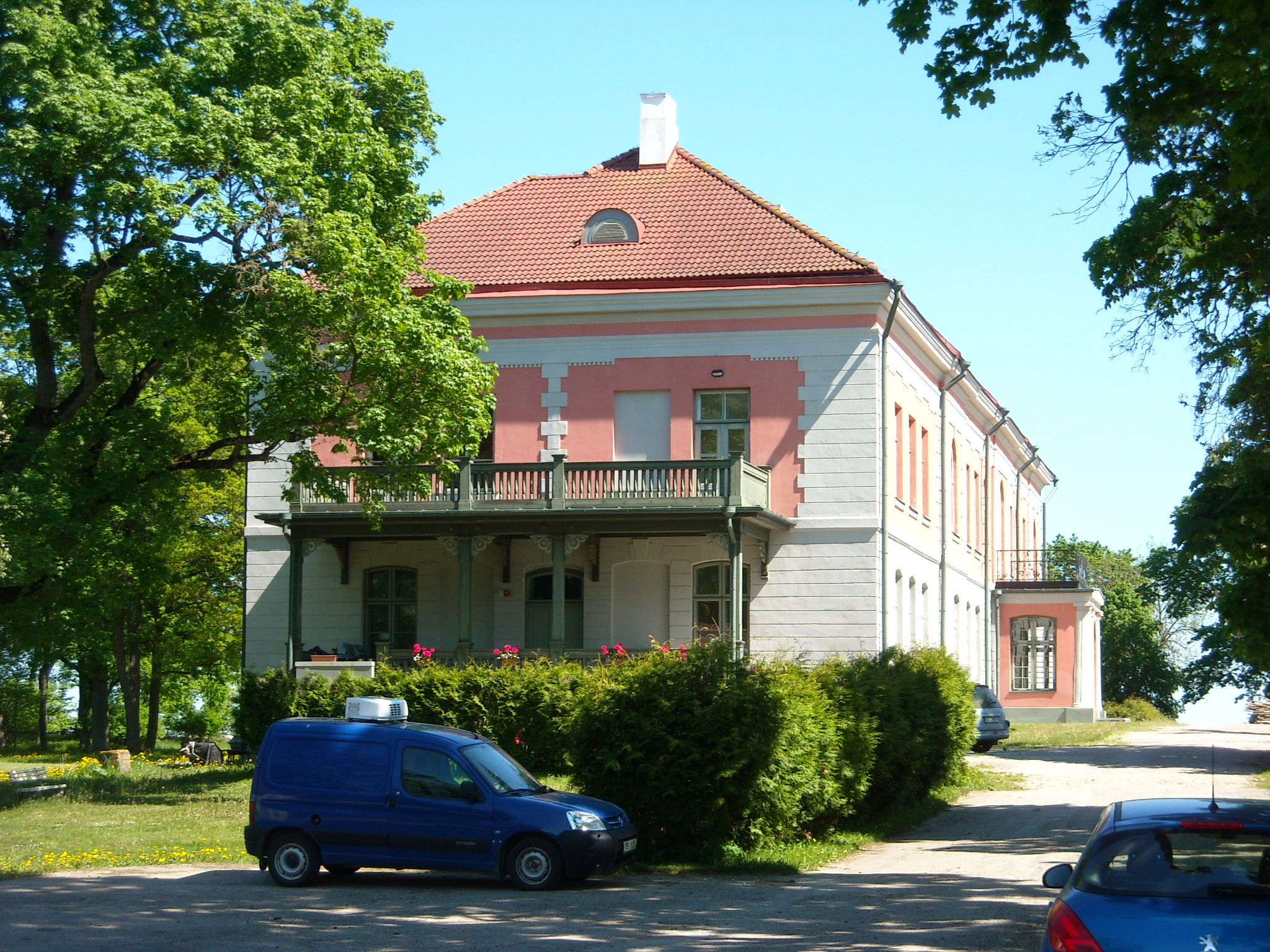
Hlavní budova Rägaverského zámku
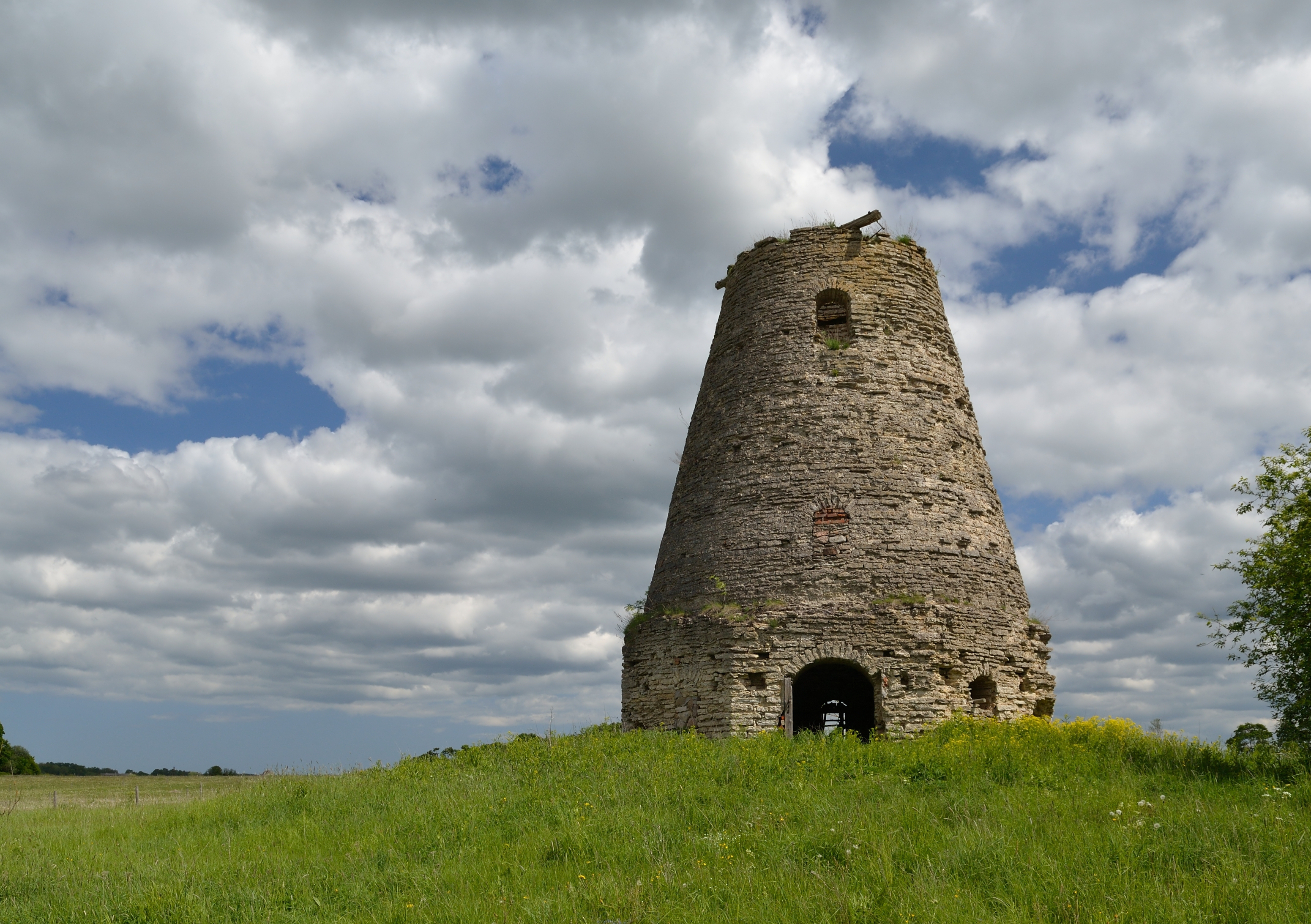
Zřícenina zámeckého větrného mlýna